# Octàvia Menor

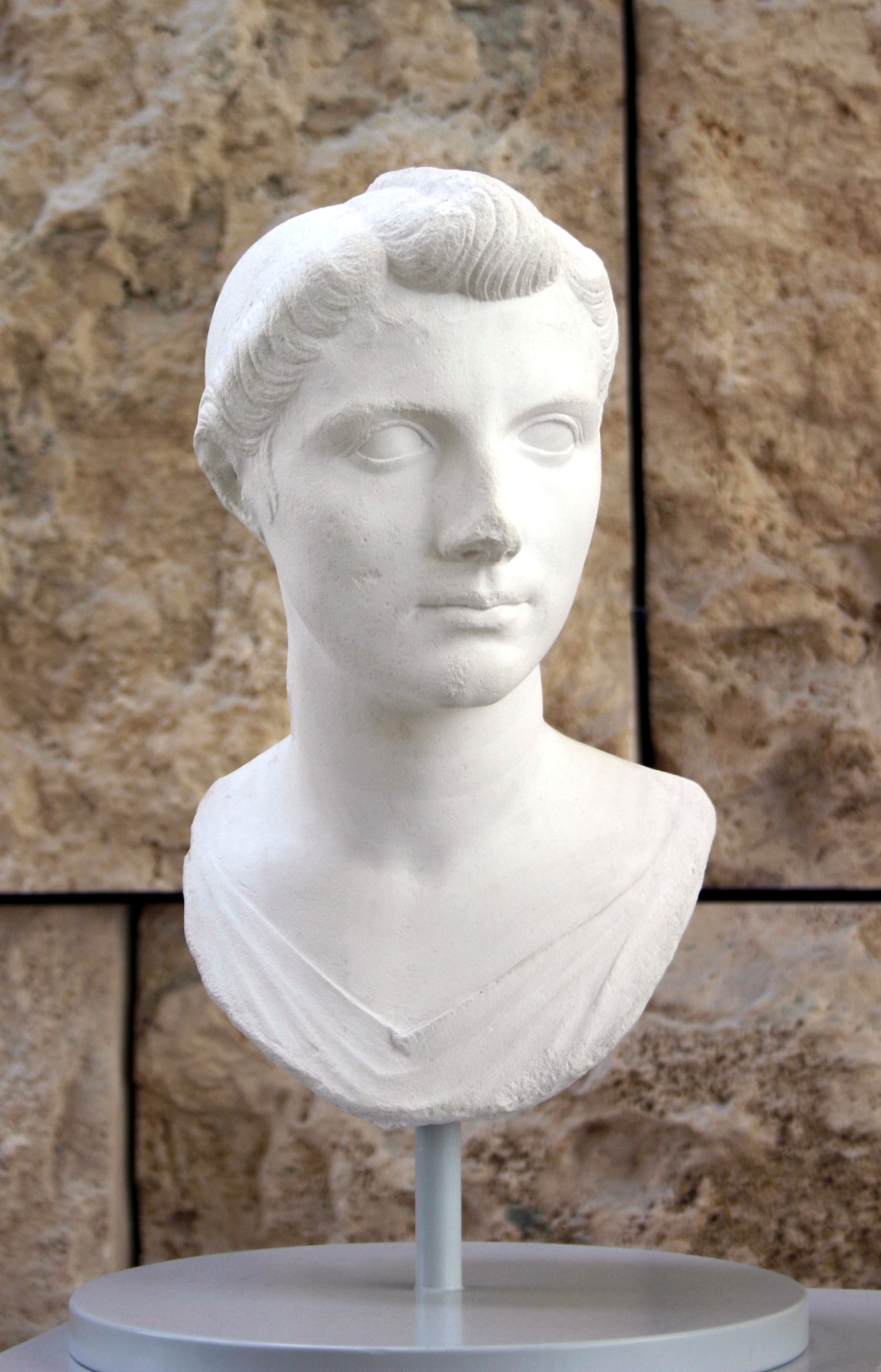
Octàvia, esposa de Gai Claudi Marcel Major i Marc Antoni

Octàvia (llatí: Octavia) va ser la filla petita de Gai Octavi i de la seva segona dona Àcia. Era germana de l'emperador August. Es va casar dues vegades i va tenir cinc fills. Octàvia es va guanyar el respecte i l'admiració dels seus contemporanis per la seva lleialtat i per mantenir les virtuts que marcava la tradició femenina en la societat romana.

## Infantesa
Octàvia era l'única filla que va tenir Gai Octavi en el seu segon matrimoni, amb Atia Balba Caesonia, neboda de Juli Cèsar. Era, per tant, l'única germana que va tenir August. Va néixer a Nola l'any 69 aC, deu anys després el seu pare, un senador i governador, va morir, i la seva mare es va tornar a casar amb Luci Marci Filip, que poc després va ser cònsol i va viure fins a avançada edat. Octàvia va passar la infantesa viatjant en companyia dels seus pares.

## Primer matrimoni
Abans de l'any 54 aC el seu padrastre li va arranjar el matrimoni amb Gai Claudi Marcel Major, cònsol el 50 aC. Juli Cèsar, el seu oncle, la va fer divorciar de Marcel perquè la volia casar amb Gneu Pompeu, que acabava d'enviudar de Júlia, la filla de Juli Cèsar, però Pompeu va declinar l'oferiment.
Marcel era amic de Ciceró i inicialment un oponent de Juli Cèsar, però malgrat tot no va lluitar contra l'oncle de la seva esposa.
Després de la batalla de Farsàlia l'any 48 aC Octàvia va obtenir el perdó de Marcel, amb qui va viure pacíficament fins a l'assassinat de Juli Cèsar el 44 aC. Havien tingut dues filles: Clàudia Marcel·la la Major i Clàudia Marcel·la la Menor. Marcel va morir l'any 41 aC quasi al mateix temps que Fúlvia, la dona de Marc Antoni i la reconciliació entre aquest i Octavi (August) es va fonamentar en l'enllaç del triumvir amb Octàvia, que estava prenyada del seu primer marit i es va poder casar en aquestes condicions per un decret del senat. Aquest tercer fill del primer matrimoni es va dir Marc Claudi Marcel.

## Segon matrimoni
El seu germà Octavi (August) l'estimava molt i Octàvia tenia totes les virtuts de les grans dames romanes a més a més de bellesa. Octàvia i Marc Antoni es van casar a l'octubre de l'any 40 aC i s'esperava que aquest matrimoni serviria per a reforçar els llaços d'amistat entre Octavi i Marc Antoni en el recentment encetat triumvirat. Durant uns anys el matrimoni amb Marc Antoni va funcionar força bé, van viure a Atenes i van tenir dues filles: Antònia Major i Antònia Menor. Però el triumvir se'n va cansar cap a l'any 36 aC i quan va anar a l'Orient per la guerra contra els parts es va ajuntar altra vegada amb Cleòpatra, de qui ja havia estat amant. El 35 aC Octàvia va enviar soldats i diners al seu marit per la seva guerra contra el rei Artavasdes III d'Armènia. Octavi (August), com a germà, li va ordenar sortir de casa del seu marit i anar a viure a la seva casa, però ella s'hi va negar. Va educar els fills de Marc Antoni i Fúlvia com els seus propis fills, però ni això va convèncer el triumvir, que s'havia convertit en esclau de l'amor de Cleòpatra. El 32 aC, en esclatar la guerra, va enviar els papers del divorci a la seva dona. Encara després de la mort del triumvir, Octàvia seguia lleial a la seva memòria i va educar els fills que havia tingut amb Cleòpatra.

## Viudetat

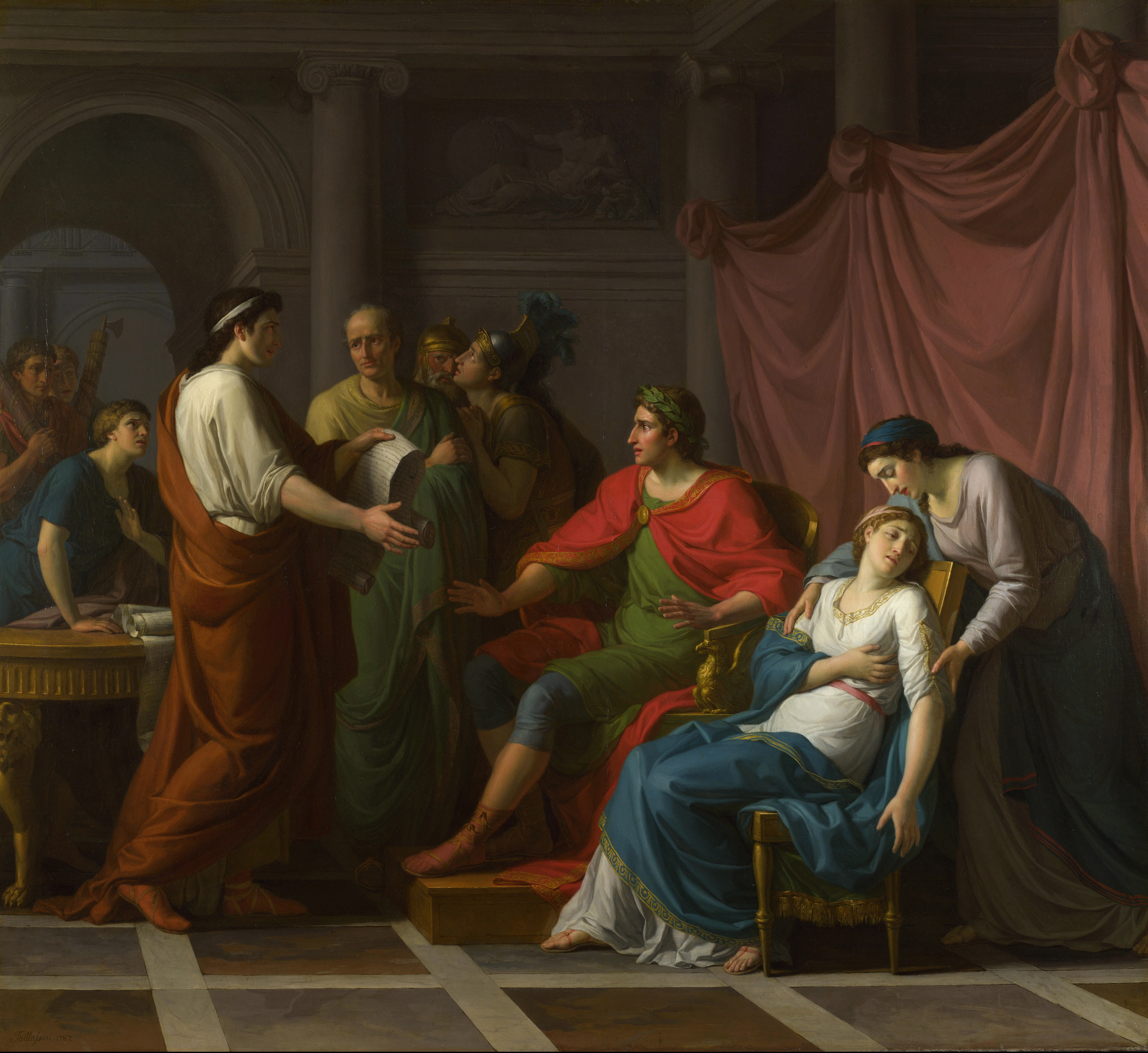
Virgili llegint l'Eneida a August i la seva germana Octàvia, pintura de Taillasson

En enviudar de Marc Antoni, se'n va anar a viure amb el seu germà. Aquest s'estimava molt el seu nebot Marc Marcel, però no el va adoptar, tot i que s'esperava que seria el seu hereu. Marc Marcel va morir inesperadament d'una malaltia l'any 23 aC. En memòria seva, Octavi va posar nom a un teatre, el Teatre de Marcel. De les dues filles d'Octàvia i Marcel, una es va casar amb Marc Vipsani Agripa i després amb Jul·lus Antoni. De les dues filles de Marc Antoni, una es va casar amb Luci Domici Ahenobarb i va ser l'àvia de Neró, i l'altra es va casar amb Drus Major (germà de Tiberi) i va ser la mare de l'emperador Claudi i àvia de Calígula.
Segons Eli Donat, biògraf de Virgili, el poeta va ser convidat a casa d'Octavi a llegir en veu alta l'Eneida. Virgili va triar tres capítols del llibre, el segon, el quart i el sisè. En aquest darrer, quan va sortir el nom de Marcel, Octàvia es va desmaiar, ja que deia que li venia a la memòria el seu fill difunt. Sembla que no es va recuperar mai del dolor per la seva pèrdua.

## Mort d'Octàvia
Va morir l'11 aC. August va llegir l'oració fúnebre i es van fer uns funerals solemnes. Anys més tard el seu germà li va fer un monument en la seva memòria, anomenat Pòrtic d'Octàvia.